# Episodi di Enlisted
La prima ed unica stagione della serie televisiva Enlisted è stata trasmessa sul canale statunitense Fox dal 10 gennaio al 22 giugno 2014.
La serie è stata cancellata dopo nove episodi trasmessi, mentre i restanti sono andati in onda durante il mese di giugno.
In Italia la serie è ancora inedita.
| nº | Titolo originale                     | Titolo italiano | Prima TV USA     | Prima TV in italiano |
| -- | ------------------------------------ | --------------- | ---------------- | -------------------- |
| 1  | Pilot                                |                 | 10 gennaio 2014  |                      |
| 2  | Randy Get Your Gun                   |                 | 17 gennaio 2014  |                      |
| 3  | Pete's Airstream                     |                 | 24 gennaio 2014  |                      |
| 4  | Homecoming                           |                 | 31 gennaio 2014  |                      |
| 5  | Rear D Day                           |                 | 7 febbraio 2014  |                      |
| 6  | Brother and Sister                   |                 | 28 febbraio 2014 |                      |
| 7  | Parade Duty                          |                 | 7 marzo 2014     |                      |
| 8  | Vets                                 |                 | 14 marzo 2014    |                      |
| 9  | Paint Cart 5000 vs. The Mondo Spider |                 | 28 marzo 2014    |                      |
| 10 | Prank War                            |                 | 1º giugno 2014   |                      |
| 11 | The General Inspection               |                 | 8 giugno 2014    |                      |
| 12 | Army Men                             |                 | 15 giugno 2014   |                      |
| 13 | Alive Day                            |                 | 22 giugno 2014   |                      |